# Orestias
Orestias este un oraș în Grecia în prefectura Evros.